# Midden-Delfland
Midden-Delfland – gmina w Holandii, w prowincji Holandia Południowa.

## Miejscowości
Schipluiden (siedziba gminy), Maasland, Den Hoorn, 't Woudt, Hodenpijl, Ter Lucht, De Zweth, Gaag.